# Moncenisio

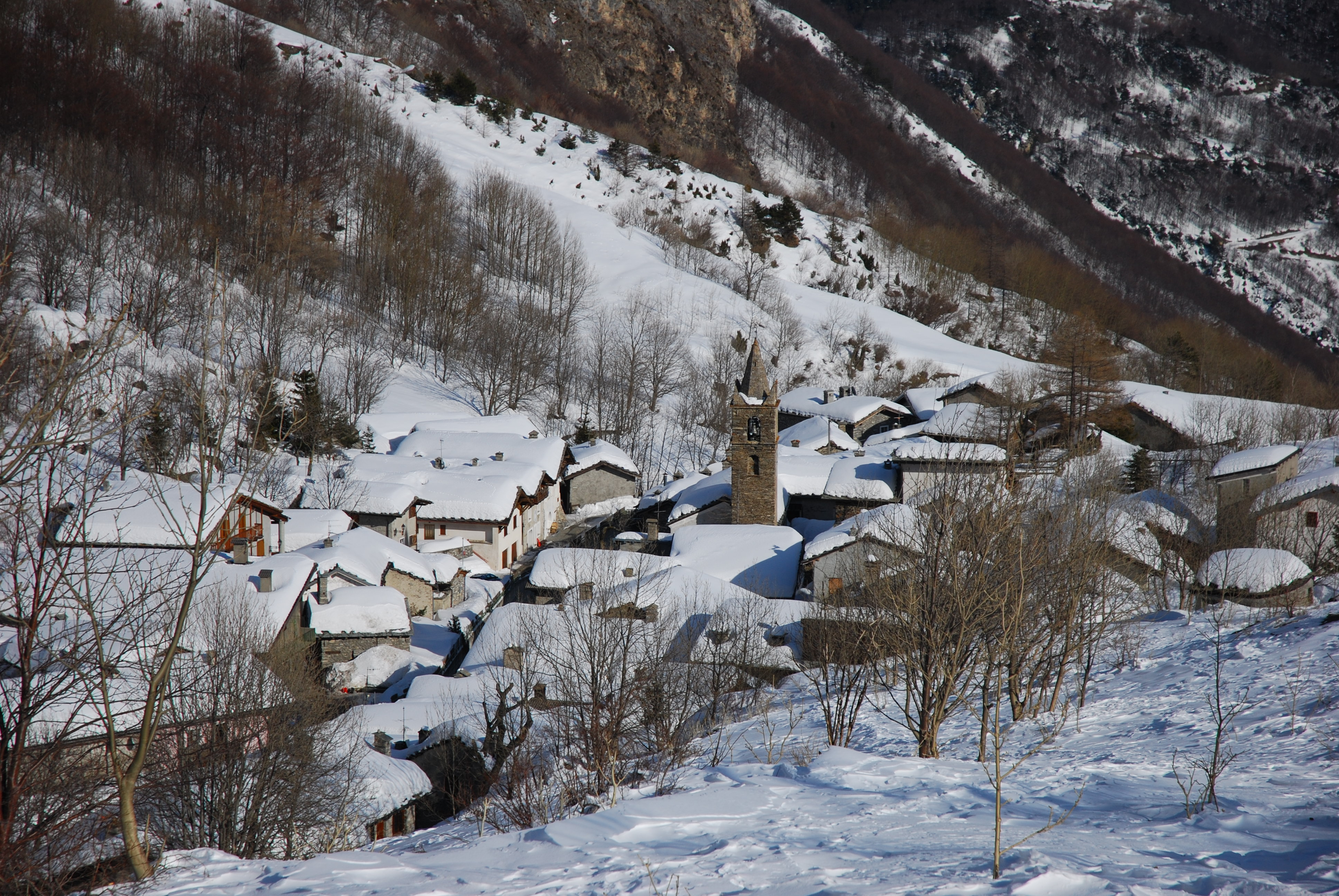
Moncenisio.

Moncenisio là một đô thị ở tỉnh Torino trong vùng Piedmont, có vị trí cách khoảng 60 km về phía tây của Torino. Tại thời điểm ngày 31 tháng 12 năm 2010, đô thị này có dân số 42 người và diện tích là 4,0 km².
45°12′B 6°59′Đ / 45,2°B 6,983°Đ
Moncenisio giáp các đô thị: Lanslebourg-Mont-Cenis (France), Novalesa, và Venaus.